# Parnassius hide
Parnassius hide (Koiwaya, 1987; Gekkan Mushi 201: 6) là một loài bướm ngày sinh sống ở vùng núi cao được tìm thấy ở Trung Quốc. It là một member of the Snow Apollo genus Parnassius of the Swallowtail (Papilionidae) family.

## Miêu tả
See images from Timchenko at 

## Phân bố
A rare và local species, confined to a few areas in miền tây China và Tây Tạng, P. hide was not được mô tả until 1987 when it was discovered in the Kunlun Mountains, Quinghai China.

## Phân loại
Closely related to Parnassius patricius ssp priamus. five subspecies are described.
Sub-species
P. h. meveli Weiss & Michel
P. h. aksobhya Shinkai
P. h. gamdensis Nose
P. h. hengduanshanus Nose
P. h. poshurarinus Nose